# A Mohawk's Way
A Mohawk's Way é um filme mudo norte-americano de 1910 em curta-metragem, do gênero western, dirigido por D. W. Griffith.